# Suthida
Suthida (nacida Suthida Tidjai; Hat Yai, 3 de junio de 1978) es la reina consorte de Tailandia y la cuarta esposa del rey Vajiralongkorn.

## Primeros años y educación
Suthida nació el 3 de junio de 1978. Se graduó de la Universidad de la Asunción con una licenciatura en artes de la comunicación en 2000. Anteriormente, fue azafata de vuelo de Jalways Airlines (hoy parte de Japan Airlines) (2000-2003) y posteriormente de Thai Airways (2003-2008).

## Guardia del príncipe heredero
Suthida fue nombrada comandante de la guardia de la casa del príncipe heredero Vajiralongkorn en agosto de 2014. Se vinculó románticamente con el príncipe heredero tras su divorcio de Srirasmi Suwadee. En octubre de 2016, los informes de los medios internacionales la etiquetaron como la "consorte" del rey designado, a pesar de que el palacio nunca declaró oficialmente su relación. Su nombre coincide con las convenciones de nombramiento de las esposas de los príncipes tailandeses.
El 13 de octubre de 2017, fue nombrada Dama (Primera Clase) de la Ilustrísima Orden de Chula Chom Klao, que otorga el título de Than Phu Ying. Es la primera oficial femenina en recibir este honor desde 2004 y la primera en el reinado del rey Rama X.

## Servicio en el ejército real tailandés
El 1 de diciembre de 2016, fue nombrada Comandante de la Unidad de Operaciones Especiales de la Guardia del Rey y ascendió a la categoría de general. Alcanzó su rango actual después de solo seis años de servicio.
El 1 de junio de 2017, fue nombrada comandante interina del Real Departamento de Ayudantes de Campo, tras la reorganización del Comando de Seguridad Real.

## Reina consorte
El 1 de mayo de 2019, fue nombrada reina consorte del rey Vajiralongkorn, cuya coronación se llevó a cabo en Bangkok del 4 al 6 de mayo de 2019. El registro de matrimonio tuvo lugar en el Complejo Residencial Amphorn Sathan en Bangkok, con la princesa Sirindhorn y el presidente del Consejo Privado Prem Tinsulanonda como testigos.

## Título, tratamientos, honores y premios

### Títulos y estilos
| ● 13 de octubre de 2017-1 de mayo de 2019: | Thanpuying Suthida Vajiralongkorn na Ayudhya |
| ● 1 de mayo de 2019-4 de mayo de 2019:     | La reina Suthida                             |
| ● 4 de mayo de 2019-presente:              | Su Majestad la reina                         |

### Honores
- Dama de la Ilustrísima Orden de la Casa Real de Chakri[18]
- Dama de la Antigua y Auspiciosa Orden de las Nueve Gemas
- Dama Gran Cruz (primera clase) de la Ilustrísima Orden de Chula Chom Klao[19]
- Dama Gran Cordón (clase especial) de la Exaltadísima Orden del Elefante Blanco[20]
- Dama Gran Cruz (clase especial) de la Nobilísima Orden de la Corona de Tailandia[21]
- Medalla conmemorativa de SM el Rey Rama IX[22]
- Medalla conmemorativa con motivo del 60 aniversario del nacimiento de SAR el Príncipe Maha Vajiralongkorn
- Medalla conmemorativa con motivo de la coronación del SM el Rey Rama X
- Medalla conmemorativa del SM el Rey Rama X

### Rangos militares
- 14 de mayo de 2010: Teniente segundo[23]
- 14 de noviembre de 2010: Teniente primero[24]
- 1 de abril de 2011: Capitán[24]
- 1 de octubre de 2011: Mayor[25]
- 1 de abril de 2012: Teniente Coronel[26]
- 1 de octubre de 2012: Coronel[27]
- 10 de noviembre de 2013: Mayor General[28]
- 26 de agosto de 2016: Teniente General[29]
- 10 de diciembre de 2016: General